# Дерита, Джо
Джо Дерита (англ. Joe DeRita; 12 июля 1909, Филадельфия, Пенсильвания — 3 июля 1993, Вудленд-Хиллз, Калифорния) — американский актёр-комик. Член труппы «Три балбеса» по кличке Кучерявый Джо.

## Биография
Джозеф Уорделл (настоящее имя актёра) родился 12 июля 1909 года в Филадельфии (штат Пенсильвания, США) в актёрской семье. Мать — Флоренц Уорделл (до брака — Дерита), франкоканадка, профессиональная театральная танцовщица. Отец — Фрэнк Уорделл, эмигрант из Англии, техник сцены. У Джозефа было пять старших братьев.

Джозеф с семи лет стал появляться на сцене вместе с родителями. Ещё будучи подростком взял себе сценический псевдоним Джо Дерита (используя девичью фамилию матери) и очень скоро приобрёл славу заметного комика в жанре бурлеска.
Во время Второй мировой войны служил в Объединённых организациях обслуживания, выступая в Великобритании и Франции.
Впервые на экране Дерита появился в 1943 году и за 27 лет кино-карьеры (с заметными перерывами) снялся в 31 фильме и сериале, в том числе в пяти короткометражных, одном документальном и в десяти без указания в титрах.
В 1946 году один из «Трёх балбесов», Кёрли Говард, перенёс инсульт и больше не смог участвовать в этой комедийной труппе. Режиссёр и продюсер этого трио, Джулс Уайт, пригласил Джо Дериту заменить его, и тот с успехом это сделал. Имея свой профессиональный характер, Дерита не стал «копией» Говарда, а был вполне своеобразным «балбесом», со своей манерой поведения, игры, шуток и пр. Здесь он приобрёл свой новый актёрский псевдоним — Кучерявый Джо.
Актёрская карьера Дериты была окончена в 1970 году. После этого он пытался возродить «трио балбесов», хоть и не в кино и не на телевидении, но хотя бы в бурлеск-выступлениях в ночных клубах. Он взял в команду Пола Гарнера и Фрэнка Митчелла, но публика не приняла этот состав легендарного трио.
Из шести актёров, бывших членами труппы «Три балбеса» (1922—1970), Джо Дерита был самым молодым, последним, вступившим в труппу, и умершим позже всех. На надгробии актёра выгравирована надпись «Последний из „Балбесов“».
Джо Дерита скончался 3 июля 1993 года от пневмонии в больнице-курорте Motion Picture & Television Country House and Hospital, где жил последние два года, в Вудленд-Хиллз (Лос-Анджелес, Калифорния), не дожив девяти дней до своего 84-го дня рождения. Похоронен на кладбище Валхалла-Мемориал-Парк.

### Личная жизнь
13 июля 1935 года Джо Дерита женился на хоровой певице Эстер Хартенстайн, более известной под псевдонимом Бонни Брукс. Пара прожила вместе 30 лет, 6 сентября 1965 года женщина умерла. Детей от брака не было.

28 декабря 1966 года 57-летний Дерита женился второй раз, его избранницей стала некая Джин Салливан. Пара прожила вместе 27 лет до самой смерти актёра в 1993 году. В этом браке у него было два пасынка, Эрл Бенджамин и Роберт Бенджамин.

## Избранная фильмография

### Широкий экран
- 1943 — Благодари судьбу[англ.] / Thank Your Lucky Stars — кроткий мужчина (в титрах не указан)
- 1948 — Коронер Крик[англ.] / Coroner Creek — бармен Джек (в титрах не указан)
- 1953 — Война миров / The War of the Worlds — MP в джипе (в титрах не указан)
- 1958 — Бравадос / The Bravados — мистер Симмс (в титрах не указан)
- 1959 — Есть ракета — будут и путешествия[англ.] / Have Rocket, Will Travel — Кучерявый Джо
- 1961 — Белоснежка и три балбеса / Snow White and the Three Stooges — Кучерявый Джо
- 1962 — Три балбеса встречают Геркулеса / The Three Stooges Meet Hercules — Кучерявый Джо
- 1962 — Три балбеса на орбите[англ.] / The Three Stooges in Orbit — Кучерявый Джо
- 1963 — Три балбеса в изумлении отправляются вокруг света[англ.] / The Three Stooges Go Around the World in a Daze — Кучерявый Джо
- 1963 — Этот безумный, безумный, безумный, безумный мир / It's a Mad, Mad, Mad, Mad World — пожарный (в титрах не указан)
- 1963 — Четверо из Техаса / 4 for Texas — Кучерявый Джо (в титрах не указан)
- 1965 — Бандиты идут![англ.] / The Outlaws Is Coming — Кучерявый Джо
- 1968 — Усыпанный звёздами продавец[англ.] / Star Spangled Salesman — Кучерявый Джо (док. фильм, к/м)
- 1970 — Путешествие Кука[англ.] / Kook's Tour — Кучерявый Джо

### Телевидение
- 1965—1966 — Новые «Три балбеса»[англ.] / The New Three Stooges — Кучерявый Джо (в 197 эпизодах)